# رالف كيركباتريك
رالف كيركباتريك (بالإنجليزية: Ralph Kirkpatrick)‏ هو عازف بيانو أمريكي، ولد في 10 يونيو 1911 في ماساتشوستس في الولايات المتحدة، وتوفي في 13 أبريل 1984 في غويلفورد في الولايات المتحدة.

## وصلات خارجية
- رالف كيركباتريك على موقع الموسوعة البريطانية (الإنجليزية)
- رالف كيركباتريك على موقع ميوزك برينز (الإنجليزية)
- رالف كيركباتريك على موقع أول ميوزيك (الإنجليزية)
- رالف كيركباتريك على موقع ديسكوغز (الإنجليزية)